# Sébastien Winandy
Sébastien Isidore Joseph Winandy, né le 20 janvier 1874 à Grand-Rechain et mort à Dison le 20 juin 1939 est homme politique belge, membre du parti catholique.
Il est imprimeur. Il est élu conseiller communal de Dison (1907) et en devint bourgmestre (1910-27); il est élu député de l'arrondissement de Verviers (1918-39), à l'origine comme suppléant de Julien Davignon.
Il est inhumé au cimetière de Dison.